# Ёнеткен, Халил Беди
Хали́л Беди́ Ёнеткен (тур. Halil Bediî Yönetken; 1899, Бурса, Османская империя, ныне Турция — 1968, Стамбул, Турция) — турецкий музыковед, фольклорист и педагог.

## Биография
Халил Беди родился в Бурсе в 1899 году. В 1928 году окончил Пражскую консерваторию. Был отправлен в Чехословакию министерством образования в 1928 году для изучения педагогики.
После окончания Государственной консерватории в Праге, пеехал в Германию и Францию и продолжил там обучение. После завершения учебы за границей он вернулся в страну в 1932 году, вернувшись, вёл преподавательскую деятельность в Анкарской консерватории и других турецких ВУЗах.
В 1936 году он стал преподавателем слуха и хора в Государственной консерватории Анкары. Также, он сделал аннотированную музыкальную программу под названием «Западная музыка с записями», которая транслировалась ночью и выступала на радио Анкары.
Был собирателем музыкального фольклора. Ему принадлежит авторство обработок народных песен и исследования о турецкой народной музыке. Переводил на турецкий язык тексты опер, в частности «Бориса Годунова» Мусоргского и другие.
С 1933 по 1957 год он занимал различные должности в Анкаре. Работал менеджером филиала в Главном управлении изящных искусств Министерства национального образования.
Халил Бедии, который помимо своего образования является исследователем хлорных культур, участвовал во всех исследованиях компиляции Государственной консерватории Анкары в период с 1937 по 1951 год.
В 1957 году он перевелся в Стамбульский педагогический институт Капа преподавателем музыки. В то же время он стал экспертом по фольклору в Стамбульской городской консерватории и работал мастером тонима на Стамбульском радио.
После выхода на пенсию он был назначен музыкальным консультантом TRT Istanbul Radio. Был одним из основателей Фонда выживания и распространения турецких народных танцев, созданного Yapı ve Kredi Bankası.
Йонеткен руководил сборником фольклора TRT в 1967 году. Наряду с Йёнкеном, в этом сборнике участвовали многие ценные фольклористы, и было составлено около тысячи народных песен.
Халил Бедии Йонеткен скончался 28 декабря 1968 года в Стамбуле.
Были названы начальная школа в Бакыркёй, Стамбул, и музыкальная библиотека в Бурсе. (где находится самая обширная биография из когда-либо написанных. Фольклорные курсы - Музыкальный фольклор в Турции (Подготовлено к публикации: Явуз Далоглу), Стамбул, opuskitap, февраль 2017 г.)